# Lebuh Rarak
Lebuh Rarak is een bestuurslaag in het regentschap Ogan Komering Ilir van de provincie Zuid-Sumatra, Indonesië. Lebuh Rarak telt 1110 inwoners (volkstelling 2010).